# Bradford (Tennessee)
Bradford – miasto w Stanach Zjednoczonych, w stanie Tennessee, w hrabstwie Gibson.